# Harry Newbould
Henry J. "Harry" Newbould (né en 1861 à Everton, Liverpool, décédé en avril 1928) est un footballeur et entraîneur anglais.

## Biographie
Avant de devenir entraîneur, Newbould travaillait dans une fonderie en même temps qu'il jouait au football comme défenseur latéral droit à Derby St. Luke's et Sheffield Wednesday,. Plus tard, il étudia afin de devenir comptable.
En 1900, il devint le premier entraîneur de l'histoire de Derby County, quittant ainsi son ancien poste de assistant-secrétaire. Il atteignit la finale de la FA Cup en 1903 mais perdit 6-0 face à Bury. En 1906, des problèmes financiers obligèrent Derby à vendre l'international anglais Steve Bloomer à Middlesbrough. Newbould n'étant pas d'accord avec cette décision, il quitta le club à la fin de la saison afin d'aller entraîner Manchester City.
Newbould rejoignit Manchester City alors que le club était en pleine crise. Un scandale faisant état de payements illégales aux joueurs ayant éclaté, dix-sept joueurs étaient suspendus, n'en laissant que onze de disponible dans l'effectif. La mission de Newbould était de rebattir une équipe et de prouver que les comptes du club étaient gérés de la manière la plus légale qui soit. Son premier match aux commandes fut une rencontre face à Woolwich Arsenal à Hyde Road. L'équipe de fortune battit pour ce match eu beaucoup de peine à cause de la chaleur, perdant trois joueurs pour cause d'insolations avant même la mi-temps. À la fin de la rencontre, il ne restait que six joueurs de City sur le terrain, Arsenal gagnant logiquement 4 à 1. Son second match est à ce jour encore gravée dans l'histoire du club, perdant 9-1 face à Everton, ce score est encore à ce jour la plus grande défaite concédée par Manchester City. Durant la saison, l'équipe de Newbould reprit des forces petit à petit, gagnant son premier Derby de Manchester 3-0, mais le club ne finira que deux places au-dessus de la zone de relégation. La saison suivante, il guida Manchester City à la troisième place de la ligue, mais les résultats n'étant pas consistants, l'équipe fut relégué à la fin de la saison 1908-1909. Malgré cela, Newbould resta à la tête de l'équipe et les mena au titre de champion de Second Division dès la première saison. Après deux saisons passées dans la deuxième partie du classement, Newbould démissionna.
Après son départ de City, il eut un court passage en temps d'entraîneur à l'Akademisk Boldklub Copenhague avant de devenir secrétaire de la Professional Footballers' Association en 1913, un rôle qu'il endossa jusqu'à sa mort, en 1928.